# Huerrios

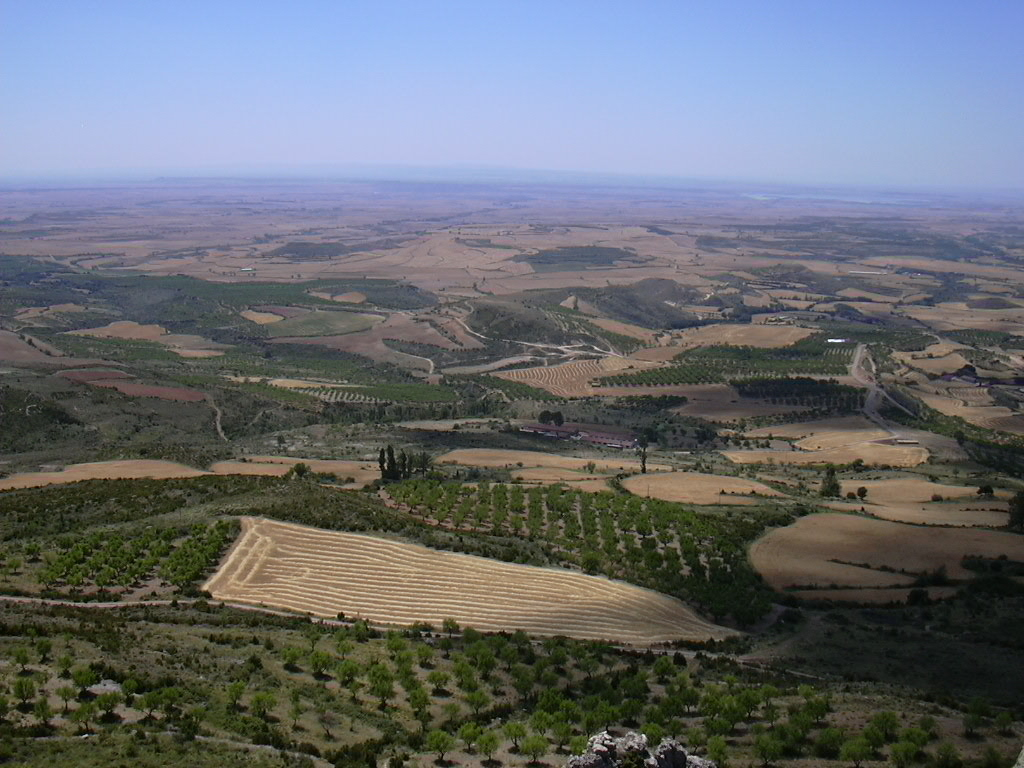
Vista de la comarca de la Hoya de Huesca.

Huerrios (Uarrios en aragonés) es un barrio rural de Huesca capital, situado por tanto en la comarca aragonesa de la Hoya de Huesca. El pueblo está situado a una distancia aproximada de 4 km al oeste de Huesca capital, situado a una altitud de 680 m s. n. m. y emplazado al sur de la antigua vía del tren Huesca-Canfranc.

## Geografía
Su actividad principal es la agricultura; está rodeado de grandes campos de cereal y almendros. En 1999 tenía una población de 58 habitantes, actualmente (2008) alberga 67 habitantes. Desde Huesca se llega a Huerrios recorriendo la carretera local a Banariés (HU-V-5231) y a través de un ramal (HU-V-5232) de 600 m de longitud. 

## Historia
Estuvo bajo la jurisdicción de la Encomienda del Temple de Huesca y tras su supresión bajo el de la Orden de San Juan de Jerusalén, que tras la expulsión de los moriscos (1610), debió repoblar el lugar. 
Se cita en 1097 como "Orrios" -Colección Diplomática de Pedro I de Aragón-, abriendo 12 fuegos (hogares) -solo musulmanes- en 1495 (A. Ubieto). 
En el Nomenclátor de los Pueblos de España del año 1857, el lugar de Huerrios dependía del Ayuntamiento de Banariés y contaba con 92 habitantes. Se incorpora al de Huesca en 1970 por el Decreto 437/70, de 29 de enero (BOE Nº47, de 24 de febrero), cuando lo hace Banariés.

## Lugares de interés
Tiene los rasgos comunes a las poblaciones reedificadas por Regiones Devastadas tras la guerra civil, re-aprovechando en las casas reconstruidas alguna vieja portada con dovelas de los antiguos casones medievales destruidos por el cerco republicano de Huesca, con calles de trazado reticular, lógicas en el terreno llano donde se aposentan, y una plazoleta con la iglesia de San Juan Bautista, ejecutada en los años 1940. Cuenta con una ermita dedicada a Nuestra Señora de los Dolores, de arquitectura popular.
El patrón de Huerrios es San Juan Bautista (24 de junio).